# Catedrala Sfântul Paul al Crucii din Ruse
Catedrala „Sfântul Paul al Crucii” din Ruse este catedrala episcopiei catolice de Nicopolis ad Istrum, cu sediul la Ruse. Lăcașul a fost construit în anii 1890-1892 după planurile arhitectului austro-ungar Valentino Dell'Antonio. Decorația interiorului a fost realizată de Sandor Ligeti.
Orga a fost construită în anul 1908 de firma Voit din Karlsruhe și consacrată de arhiepiscopul de București Raymund Netzhammer.
Aceasta a fost catedrala episcopului Eugen Bossilkov, executat în 1952.